# 332 (tal)
332 är det naturliga talet som följer 331 och som följs av 333.

## Inom vetenskapen
- 332 Siri, en asteroid.

## Inom matematiken
- 332 är ett jämnt tal
- 332 är ett sammansatt tal
- 332 är ett defekt tal